# ديف لاتن
ديف لاتن (بالإنجليزية: Dave Lattin)‏ مواليد 23 ديسمبر 1943 في هيوستن، هو لاعب كرة سلة أمريكي. بدأ مسيرته الاحترافية في سنة 1967. تم اختياره من قبل فريق غولدن ستايت ووريورز خلال الدرافت. يبلغ طوله 6 قدم 6 بوصة (2.0 م). اعتزل اللعب في 1973. لعب مع غولدن ستايت ووريورز وفينيكس صنز.

## روابط خارجية
- ديف لاتن على موقع إن بي أي (الإنجليزية)
- ديف لاتن على موقع سبورتس رفرنس (الإنجليزية)
- ديف لاتن على موقع كلية كرة السلة في سبورتس رفرنس.كوم (الإنجليزية)
- ديف لاتن على موقع ريلجم (الإنجليزية)
- ديف لاتن على موقع بروبوليرز (الإنجليزية)